# 지역

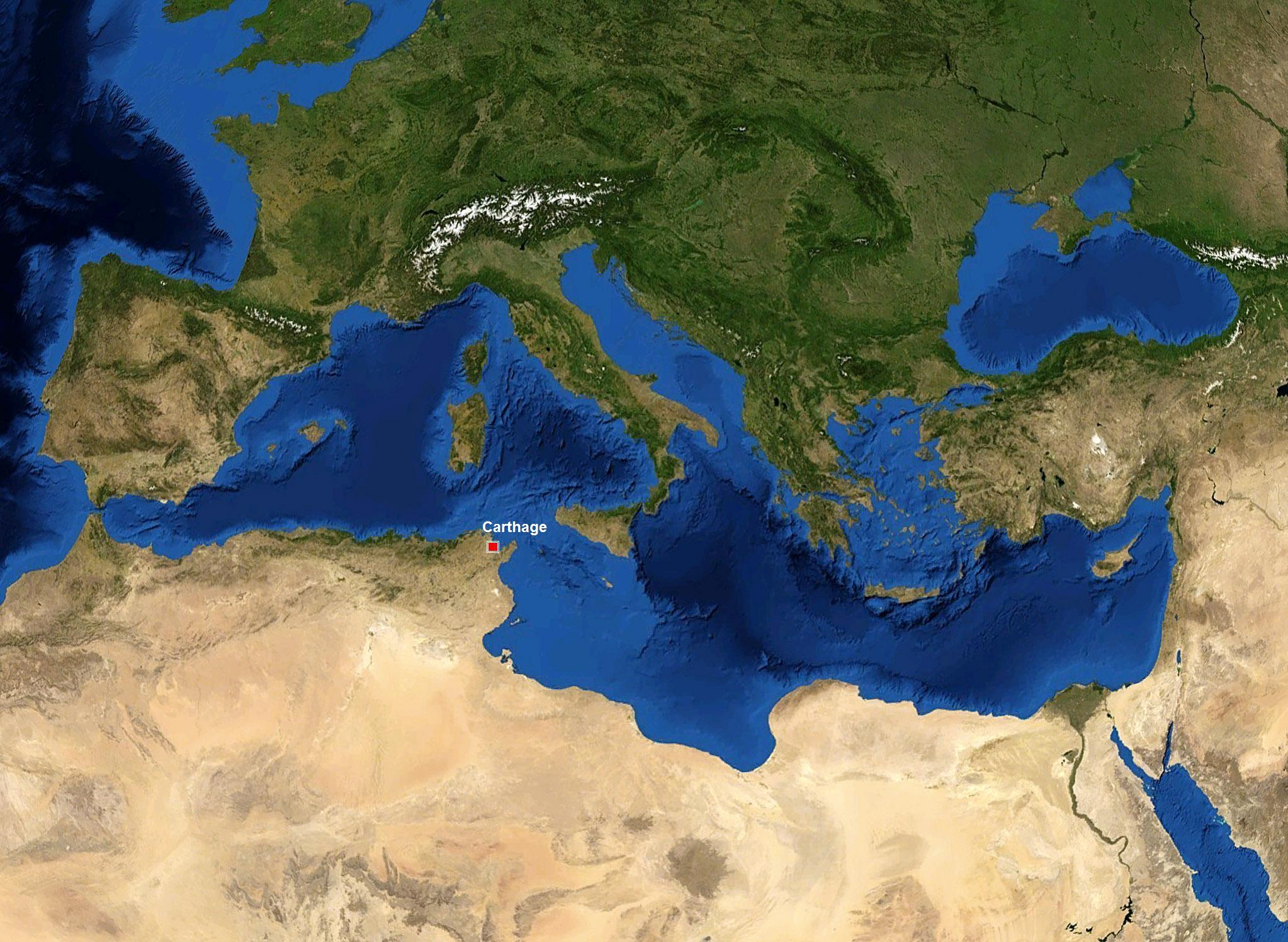

지역(地域, region)은 지리학을 비롯해 사회 과학의 여러 분야에서 다양한 용도로 쓰이는 말이다. 지역은 지리적인 면에서 다른 곳과는 구별되는 지표상의 공간적 범위를 일컫는다. 지역은 다양한 자연 환경과 인문 환경으로 구성되며 그 곳만의 고유한 성격인 지역성을 갖는다. 각각의 지역은 인접한 다른 지역과 상호 작용을 하게 된다. 이러한 상호 작용을 통해 두 지역의 지역성이 공통적으로 나타나는 공간적 범위가 두 지역의 경계 부근에 나타나기도 한다.

## 지역의 정의
지역은 크게 구세계와 신세계로 구분되는 데 국가별로 보다 세분화한다.
이 지역은 모두 지주가 있는 데 남극만이 예외이다.
바다에서는 영해에 해당하지 않는 공해(公海)는 육지의 남극과 함께 주인이 없다.
인류가 바다보다 육지에서 많이 활동하므로 바다에 대한 지역분류보다 육지에 대한 지역분류가 잘되어 있다.

## 지역 구분
지역은 자연환경에 의해 구분할 수도 있고 인문 환경에 의해 구분할 수도 있다. 지역 구분의 자연환경적 기준으로는 산맥, 하천 등이 있고, 인문 환경적 기준으로는 언어, 문화, 종교 등이 있다. 지역은 다양한 방법으로 구분할 수 있는데, 가장 많이 사용하는 방법은 동질 지역과 기능 지역으로 구분하는 것이다.

### 동질지역과 기능지역
동질지역은 어떤 특정한 지리적 현상이 동일하게 분포하는 공간 범위를 말하며, 그 예로는 기후 지역, 문화권, 종교 지역, 농업 지역 등이 있다. 기능 지역은 중심지의 기능이 미치는 공간적 범위를 말하며, 그 예로는 상권, 통학권, 통근권, 배달권 등이 이에 해당한다. 기능 지역의 공간적 범위는 교통과 통신이 발달함에 따라 끊임없이 변화한다.

### 점이지역과 인지지역
점이지역은 서로 인접한 두 지역의 특성이 함께 섞여 나타나는 지역이다. 서로 다른 두 개의 언어 문화권 사이에 두 지역의 언어가 서로 섞여서 사용되는 지역은 점이 지역의 대표적인 사례이다. 점이 지역은 지역과 지역을 구분하는 경계선의 의미를 갖기도

## 대한민국의 지역 구분
대한민국의 지역 구분은 많은 학자에 의해 이루어져 왔다. 일부 학자는 행정 구역을 따라 전국을 6개 지방(중부: 경기/수도권(서울, 인천, 경기), 호서(충청도 - 대전, 세종, 충남, 충북), 관동(강원도 - 영서, 영동), 남부: 호남(전라도 - 광주, 전북, 전남), 영남(경상도 - 부산, 대구, 울산, 경북, 경남), 제주(제주도))으로 나누기도 하고, 북부(관서(평안도), 해서(황해도), 관북(동북 - 함경도)), 중부(경기/수도권, 호서, 관동), 남부(호남, 영남, 제주)로 구분한 학자도 있다. 남북 분단 이후 휴전선 이북 지역을 북부 지방, 휴전선 이남을 중부와 남부로 나누는 지역 구분 방식이 널리 사용되기도 한다. 그러나 이러한 지역 구분은 각 지역의 지리적 특성을 잘 반영하기 어렵다는 문제점이 제기되기도 하였다. 최근 들어 공간적 흐름을 반영하는 지표를 사용하여 전국을 수도권, 부산울산권(동남권), 대구권, 광주권, 대전권, 호남권, 충청권등 14개 지역으로 구분하는 방법과 대한민국을 6개 대도시 지역과 8개 '도농 통합 지역'으로 구분하는 방법이 새롭게 시도되고 있다.

## 지역의 분류

### 구세계

#### 아시아
- 북아시아
- 동아시아(동북아시아)
- 동남아시아
- 남아시아
- 서아시아(서남아시아·서북아시아)
- 중앙아시아

#### 유럽
- 동유럽
- 서유럽
- 남유럽
- 북유럽
- 중앙유럽

#### 아프리카
- 동아프리카(동북아프리카)
- 북아프리카(서북아프리카)
- 서아프리카
- 남아프리카
- 중앙아프리카

### 신세계

#### 아메리카
- 북아메리카
- 중앙아메리카
  - 중간아메리카
- 카리브 제도
- 남아메리카
  - 기아나
  - 안데스 그룹
  - 코노 수르

#### 오세아니아
- 오스트랄라시아
  - 메가네시아
  - 질랜디아
- 멜라네시아
- 미크로네시아
- 폴리네시아

## 같이 보기
- 대륙
- 유로리전
- 군관구
- 구대륙
- 신대륙
- 소구역
- 초대륙